# Rozmetadlo
Rozmetadlo je zemědělský stroj. Jsou dělena na tři typy dle použití (rozmetadlo hnoje, rozmetadlo kejdy a rozmetadlo průmyslových hnojiv). Dále je lze dělit ještě rozdělit na tažená (mají vlastní nápravu a jsou tažena za traktorem), nesená (jsou „zavěšena“ na hydraulických ramenech traktoru) a pneumatická (vozidlo s vlastním pohonem).
Jako rozmetadla jsou označovány také přístroje na rozmetání soli na chodnících.